# Nils Voss
Nils Knutsen Voss (Voss, 22 febbraio 1886 – Sandnes, 7 ottobre 1969) è stato un ginnasta norvegese.

## Palmarès

### Olimpiadi
- 1 medaglia:
  - 1 oro (Stoccolma 1912 nel concorso libero a squadre)